# Climat de la république du Congo
Le climat de la république du Congo est essentiellement chaud et humide, du fait de la localisation du pays dans la zone intertropicale. Le relief favorise la circulation des différentes masses d'air abordant le territoire.

## Facteurs du climat

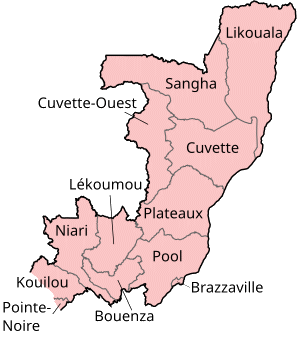
Départements de la république du Congo.

Le Congo est situé entièrement dans la zone intertropicale chaude et humide entre le 4e parallèle nord et le 5e parallèle sud. Les altitudes très faibles favorisent la circulation des masses d'air,.
Les masses d'air sont sous la subordination d'anticyclones,. Des deux anticyclones, saharien et sud-africain, naissent des masses d'air chaud et sec qui s'écoulent vers l'ouest, tandis que l'anticyclone de Sainte-Hélène dirige vers l'est et le nord-est un air chaud et humide qui pénètre à l'intérieur du pays.
L'air atlantique rencontre, en progressant, l'air chaud et asséché de l'océan indien,,.
Au sud-ouest du pays, les unités du relief sont parallèles entre elles et de direction nord-ouest vers le sud-est. Dans le nord et au centre, l'ouest est surélevé et l'est est constitué d'une dépression. Cela permet une bonne circulation de l'air et des précipitations. La végétation, composée de forêts et de savanes, fait régner une humidité relative élevée.

## Caractéristiques du climat
Le Congo connait une température moyenne de 25 °C. Les amplitudes thermiques sont faibles ; elles fluctuent de 2 °C à 3 °C. L'air est toujours humide. Les précipitations sont de l'ordre de 1 600 mm par an avec des maxima en mars-avril et octobre-novembre.

## Types de climats

### Le climat équatorial
Le climat équatorial chaud et humide concerne le nord du pays : départements de la Likouala, de la Sangha, nord de la Cuvette-Ouest et de la Cuvette centrale. La température moyenne est de 26 °C avec des précipitations abondantes toute l'année, de 1 800 mm à 2 000 mm par an. La saison sèche est absente. L'amplitude thermique est de 2 °C.

### Le climat subéquatorial

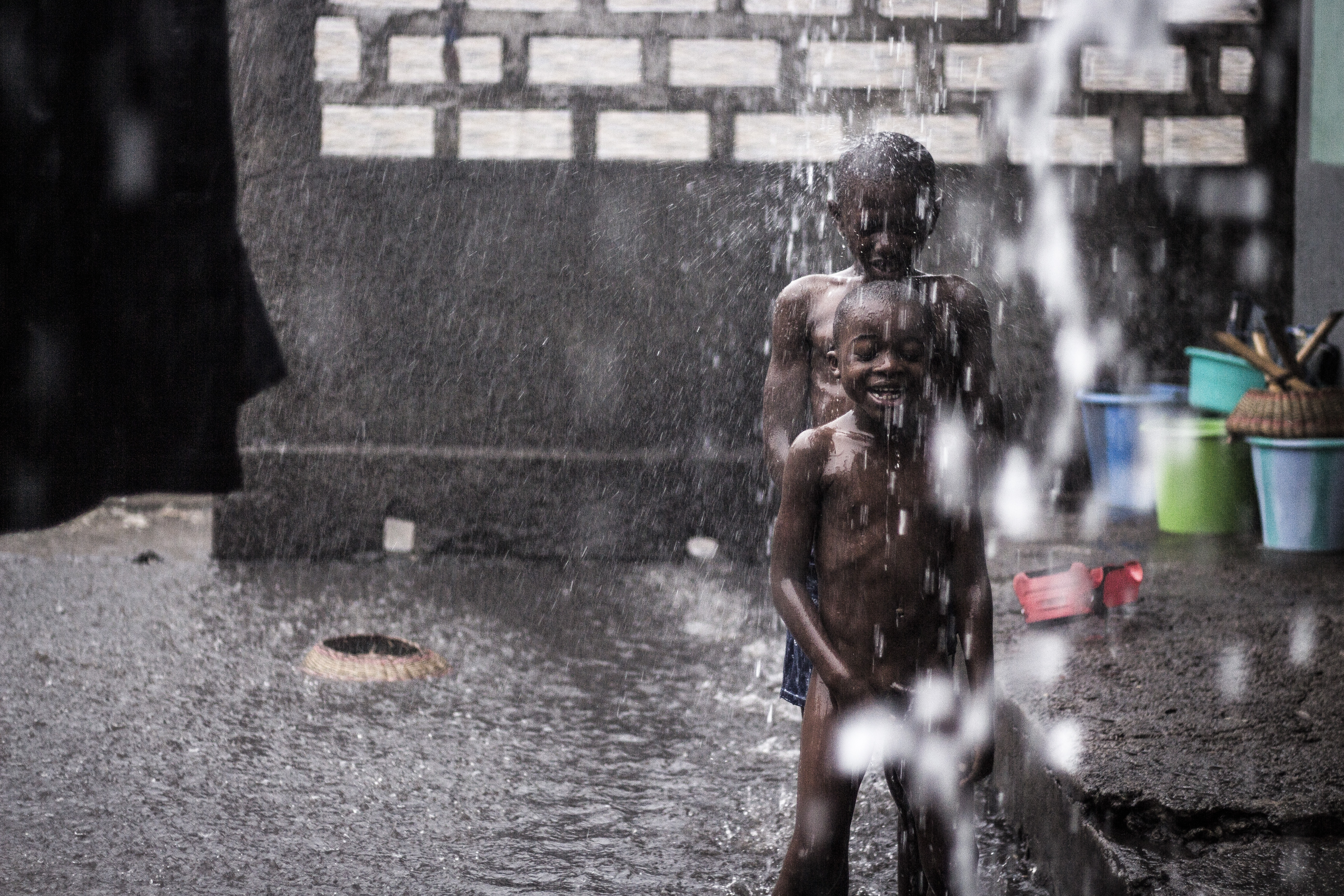
Première pluie après trois mois de saison sèche et de pénurie d'eau (octobre 2018).

Le climat subéquatorial concerne le centre du pays : partie sud des deux départements de la Cuvette, Plateaux, nord du Pool et Brazzaville. Il se caractérise par des températures moyennes de 25 °C avec des précipitations de 1 600 mm à 1 800 mm par an. Il existe une saison sèche et une saison des pluies, l'amplitude thermique est de 1 °C.
La ville de Lékana (département des Plateaux) bénéficie d'un microclimat de type équatorial avec une température moyenne de 25 °C et des précipitations de 2 000 mm par an.

### Le climat tropical humide
Le climat tropical humide concerne le sud du pays, de la côte Atlantique à Brazzaville. La température moyenne est de 25 °C avec des précipitations de 1 200 mm à 1 600 mm par an. Il existe deux saisons, l'amplitude thermique est de 5 °C.

## Incidences du climat
La forte pluviométrie et la température entretiennent une flore tropicale luxuriante ; la forêt du Bassin du Congo est le deuxième massif forestier du monde. On trouve aussi des savanes.
La faune comprend plusieurs espèces telles que le gorille, le chimpanzé, l'éléphant, l'hippopotame, le buffle, le pangolin… intéressantes pour le développement de l'industrie du tourisme. 
Les pluies alimentent une hydrographie abondante qui fait du Congo un pays hydromorphe. Les cours d'eau importants sont, outre le fleuve Congo, la Nkéni et l'Alima.
Ce climat pluvieux permet d'arroser les sols mais ces derniers sont dégradés par le lessivage et par la formation de carapaces rendant difficile la germination des plantes.